# Aphidius macrosiphoniella
Aphidius macrosiphoniella is een insect dat behoort tot de orde vliesvleugeligen (Hymenoptera) en de familie van de schildwespen (Braconidae). De wetenschappelijke naam van de soort werd voor het eerst geldig gepubliceerd door Tamili & Raychaudhuri in 1984.